# Ochrosia iwasakiana
Ochrosia iwasakiana är en oleanderväxtart som beskrevs av Gen-Iti Koidzumi. Ochrosia iwasakiana ingår i släktet Ochrosia och familjen oleanderväxter. Inga underarter finns listade i Catalogue of Life.